# Ratpenat cuallarg austral
El ratpenat cuallarg austral (Austronomus australis) és una espècie de ratpenat de la família dels molòssids que es troba a Austràlia, Indonèsia i Papua Nova Guinea.